# Sirajuddin Haqqani
Sirajuddin Haqqani (paixtu: سراج الدين حقاني; AFI: [sɪrɑd͡ʒʊˈdin haqɑˈni]), també conegut com a Siraj Haqqani i «Khalifa», (nascut entre 1973 i 1980) és un polític i militar afganès d'ètnia paixtu, ministre de l'Interior de l'Afganistan des de 2021 i un dels dos adjunts del comandant suprem talibà, mawlawi Haibatullah Akhundzada. També és el líder de la xarxa Haqqani, un subconjunt del moviment talibà, i descendent del clan Haqqani. Com a líder adjunt dels talibans, va supervisar el combat armat contra les forces estatunidenques i de la coalició durant la Guerra de l'Afganistan, des d'una base al districte de Waziristan Septentrional, al Pakistan.
El Federal Bureau of Investigation (FBI) el busca per a ser interrogat i el Departament d'Estat dels Estats Units ofereix una recompensa de 10 milions de dòlars per informació sobre la seva ubicació que condueixi a la seva detenció.

## Inicis
Sirajuddin Haqqani és un dels fills de Jalaluddin Haqqani, un militar mujahidí paixtu partidari dels talibans de l'Afganistan i el Pakistan, i la seva dona àrab dels Emirats Àrabs Units. Com el seu pare també tenia una esposa paixtu té germans de mares diferents. Va passar la seva infància a Miranshah, Waziristan Septentrional, Pakistan, i va assistir al seminari islàmic deobandi Darul Uloom Haqqania, a Akora Khattak, Khyber Pakhtunkhwa, Pakistan. El seu germà petit Mohammad Haqqani, també membre de la xarxa, va morir en un atac amb drons el 18 de febrer de 2010 a Dande Darpakhel, un poble del Waziristan Septentrional.
L'àrab de la traducció anglesa de Sirajuddin és سراج الدين. Segons una font, que proporciona la traducció en urdú, el nom té el significat llum de la religió. El nom «Siraj», convertit a l'àrab, és سِرَاج, que de manera similar té el significat de qualsevol objecte que produeixi llum, com per exemple, un cresset, una làmpada o una espelma, o de llum en si mateixa, i en conseqüència el Sol. «Siraj» és un nom alcorànic, ja que s'utilitza quatre vegades a l'Alcorà, i la paraula també s'utilitza per a descriure el profeta Mahoma.
El nom «Haqqani» va ser manllevat del Darul Uloom Haqqania, al qual van assistir nombroses figures destacades de la xarxa Haqqani. Molts càrrecs destacats de l'organització talibana pakistanesa i afganesa han estat graduats del seminari.

## Activitats
Haqqani va admetre que va planejar l'atac del 14 de gener de 2008 contra l'hotel Serena de Kabul, que va matar sis persones, un d'ells el ciutadà estatunidenc Thor David Hesla. Haqqani també va confessar haver organitzat i dirigit la planificació d'un intent d'assassinat contra el president afganès Hamid Karzai, previst per a l'abril de 2008. Les forces de la coalició també el van acusar d'estar al darrere de l'atemptat de finals de desembre de 2008 a Kabul contra una caserna situada prop d'una escola de primària que va matar diversos alumnes, un soldat afganès i un guàrdia afganès. El novembre de 2008, David S. Rohde, periodista del The New York Times, va ser segrestat a l'Afganistan. Es creu que els seus primers captors només van estar interessats en un rescat i que Haqqani va ser el seu últim captor abans de la seva fugida.
Diversos informes indiquen que, el 2 de febrer de 2010, va ser l'objectiu d'un atac massiu de drons estatunidencs però que no estava present a la zona afectada. El març de 2010 va ser descrit com un dels membres de la Quetta Shura, el Consell de líders dels talibans. El diputat de Haqqani, Sangeen Zadran, va ser assassinat per un atac de drons estatunidencs el 5 de setembre de 2013. Inicialment el 2008, però definitivament el 2016, el seu pare Jalaluddin Haqqani, a causa de la malaltia, va cedir-li el control de la xarxa Haqqani. Com a tal, va exercir com a adjunt del cap dels talibans, el mawlawi Haibatullah Akhundzada, i va estar implicat en els afers militars d'alt nivell.
El 31 de maig de 2020, Antonio Guistozzi, analista britànic expert en el moviment talibà, va dir a Foreign Policy que Haqqani estava infectat de COVID-19, la qual cosa va provocar que s'absentés del lideratge coral del grup. El 7 de setembre de 2021, després que els talibans reprenguessin el control del país, va ser nomenat ministre de l'Interior de l'Emirat Islàmic de l'Afganistan.

## Escrits
L'any 2010, va publicar un manual d'entrenament amb títol traduïble de Lliçons militars en benefici dels mujahidins, comprès per 144 pàgines en llengua paixtu, en el qual apareix més radical que els talibans, ja que mostra influències d'Al-Qaida, donant suport a la decapitació i els atemptats suïcides, tot legitimant l'atac a Occident, demanant als musulmans d'allà que «s'integrin, s'afaitin, portin vestits occidentals, tinguin paciència».
L'any 2015, quan Akhtar Mansur va ser escollit com a nou líder dels talibans, es va publicar un comunicat en el que citava textualment: «... La meva particular recomanació a tots els membre de l'Emirat Islàmic és que mantinguin la unitat i la disciplina interna...».
El 20 de febrer de 2020 va escriure un article d'opinió al The New York Times, titulat «What We, the Taliban, Want», que va provocar una gran controvèrsia pel fet que un terrorista tingués l'oportunitat de publicar un article.